# Snaitech
Snaitech S.p.A. (ex Snai S.p.A.) è una società italiana attiva nel settore del gioco pubblico legale autorizzato dall'agenzia delle dogane e dei monopoli, quotata alla Borsa di Milano fino al 2018.
È composta dall'integrazione di Cogetech in Snai S.p.A., completata nel 2017. È uno dei principali concessionari per la gestione dei giochi autorizzati in Italia: grazie a una tecnologia multichannel offre scommesse, virtual sports, videolottery, new slot, giochi online e mobile (poker, skill games, casinò games, bingo) e concorsi a pronostico, sia tramite la propria rete di punti vendita, sia online.

## Storia
Snaitech (l'acronimo SNAI significa Sindacato Nazionale Agenzie Ippiche) nasce nel 1990 con la costituzione della SNAI Servizi S.r.l. come società dedita originariamente alla gestione di impianti ippici e alla fornitura di servizi amministrativi e logistici per la raccolta telefonica delle scommesse ippiche.
Acquisizioni azionarie e societarie portano all'evoluzione di SNAI Servizi e alla costituzione, nel 1999 del Gruppo SNAI, specializzato nella fornitura di servizi telematici per la raccolta e la gestione di scommesse ippiche, sportive, concorsi pronostici e apparecchi automatici da intrattenimento.
Snaitech gestisce un sistema integrato di media e new media il cui network televisivo satellitare (di quattro canali: Unire Verde, Unire Grigio, Unire Blu, SNAI Sat su Sky) diffonde le immagini delle corse degli ippodromi, informazioni e pronostici. I canali d'informazione comprendono anche Radio Snai, canale radiofonico fruibile via web collegandosi al sito aziendale.
Snaitech è inoltre proprietario del complesso storico monumentale dell'ippodromo del galoppo di Milano e degli ippodromi del trotto di Milano e Montecatini Terme.
Il 29 marzo 2011 Global Games S.p.A. acquista il 50,68% di SNAI, operazione a cui seguirà il lancio di un'OPA a 2,3646 euro per azione per l'acquisto del restante 49,32%.
Nel 2017, Snaitech ha annunciato la sigla di un accordo di partnership con la società calcistica A.S. Roma, che va ad aggiungersi a quella, già in corso da diversi anni, con l'A.C. Milan.
Nel settembre 2024, Flutter Entertainment, leader mondiale nel settore delle scommesse sportive online e dell'iGaming, ha annunciato di aver accettato l'acquisizione di Snaitech con un'operazione da 2,3 miliardi di euro.

### Dopo l'Opa di Playtech revocata dalla Borsa
Nel 2018 la società è stata acquisita dal colosso britannico Playtech che ne possiede l'intero capitale sociale, dopo che il 12 aprile ne aveva inizialmente rilevato il 70,56% al prezzo di 2,19 euro ad azione per 291 milioni di euro. Il 3 agosto 2018 dopo il successo dell'OPA è stata revocata dalla Borsa Italiana.

## Società controllate e collegate
- Trenno S.r.l.
- Immobiliare Valcarenga S.r.l.
- Mac Horse S.r.l.
- Connext S.r.l.
- Società Gestione Capannelle S.p.A.
- Alfea S.p.A. – Società Pisana per le Corse dei Cavalli
- Solar S.A.
- Cogetech S.p.A.
- New Game S.r.l.